# Mésdemil
Mésdemil fue una discográfica española, originaria de la Comunidad Valenciana. Nacida con la voluntad de impulsar la música valenciana, desapareció en 2017.

## Historia
Fue creada en Benaguacil en 2007 por Carme y Andreu Laguarda y Tubal Peralis. El sello ha sido un dinamizador de la escena valenciana en lengua propia. Fue la discográfica con más nominaciones en las doce ediciones de los Premios Ovidi Montllor. En diez años publicaron 132 discos. Su última publicación fue El Trineo Tanoka.

## Grupos
- Andreu Valor
- Bakanal
- Borja Penalba
- Candela Roots
- DJ Conill
- Gener
- Inòpia
- Jordi Montáñez
- Herba Negra
- Ki Sap[9]
- Komfusió
- MC Alberto
- Mox
- Mireia Vives
- Novembre Elèctric
- Ovidi Twins
- Pellikana
- Rapsodes